# Сардар Сингх (Джодхпур)
Махараджа сэр Сардар Сингх Бахадур (11 февраля 1880 — 21 марта 1911) — 25-й махараджа княжества Джодхпур из династии Ратхор (11 октября 1895 — 21 марта 1911) .

## Биография
Родился 11 февраля 1880 года в Джодхпуре, княжество Джодхпур, Британская Индия. Второй сын сэра Джасванта Сингха II (1838—1895), махараджи Джодхпура (1873—1895). Его матерью была Шри Панварджиса Прамалджи Махарани Биджау Канварджи Маджи Сахиба (+ 1 февраля 1897), дочь Раджа Шри Ханвантсинджи Сахиба Бахадура, раджи Нарсингарха, и четвертая жена Джасванта Сингха.
11 октября 1895 года после смерти своего отца Джасванта Сингха Сардар Сингх унаследовал княжеский престол в Джодхпуре. Он правил под регентством своего дяди, пока не достиг совершеннолетия и не получил все полномочия в Мехрангархе, Джодхпур. Но в течение короткого периода достижения своих правящих полномочий он начал тратить государственные средства с невероятной скоростью и пренебрегал своими обязанностями в пользу удовольствий, тем самым истощая государственные доходы и постепенно заставляя администрацию практически останавливаться. Британские индийские власти, в конечном счете, вмешались в 1903 году и лишили его правящих полномочий, приказав ему воздерживаться от вмешательства в активную работу своих министров и потребовали, чтобы он проживал за пределами княжества в Панчмархи. Ему были восстановлены некоторые ограниченные полномочия, и ему было разрешено вернуться в Джодхпур 8 ноября 1905 года. Дальнейшие полномочия были восстановлены к нему в 1906 году, а полная власть была окончательно восстановлена в 1908 году.
Он был пожалован рыцарем-командором Ордена Звезды Индии в 1908 году и рыцарем-великим командором Ордена Звезды Индии в 1910 году. Он был известным игроком в поло.
31-летний махараджа Сардар Сингх скончался 21 марта 1911 года в Джодхпуре. Ему наследовал его старший сын Сумер Сингх.

## Браки и дети
20 февраля 1892 года в Бунди Сардар Сингх женился первым браком на Шри Хадоджи Махарани Шри Лакшман Канварджи Маджи Сахибе (+ 17 мая 1916), дочери полковника Махарао Раджи сэра Рагхубира Сингха Махараджа Сахиба Сахадура, махарао Бунди. 17 апреля 1907 года в Удайпуре он женился вторым браком на Шри Сисоданиджи Махарани Шри Кишор Кунвари Бай Сахибе (13 февраля 1890 — 21 марта 1911), дочери Фатеха Сингха, махараджи Удайпура.
У него было три сына и две дочери от первого брака:
- Сумер Сингх (14 января 1898 — 3 октября 1918), махараджа Джодхпура (1911—1918)
- Умайд Сингх (8 июля 1903 — 9 июня 1947), махараджа Джодхпура (1918—1947)
- Генерал Махарадж Аджит Сингх (18 мая 1907 — 19 апреля 1978), у него было четыре сына и пять дочерей.